# Lakki

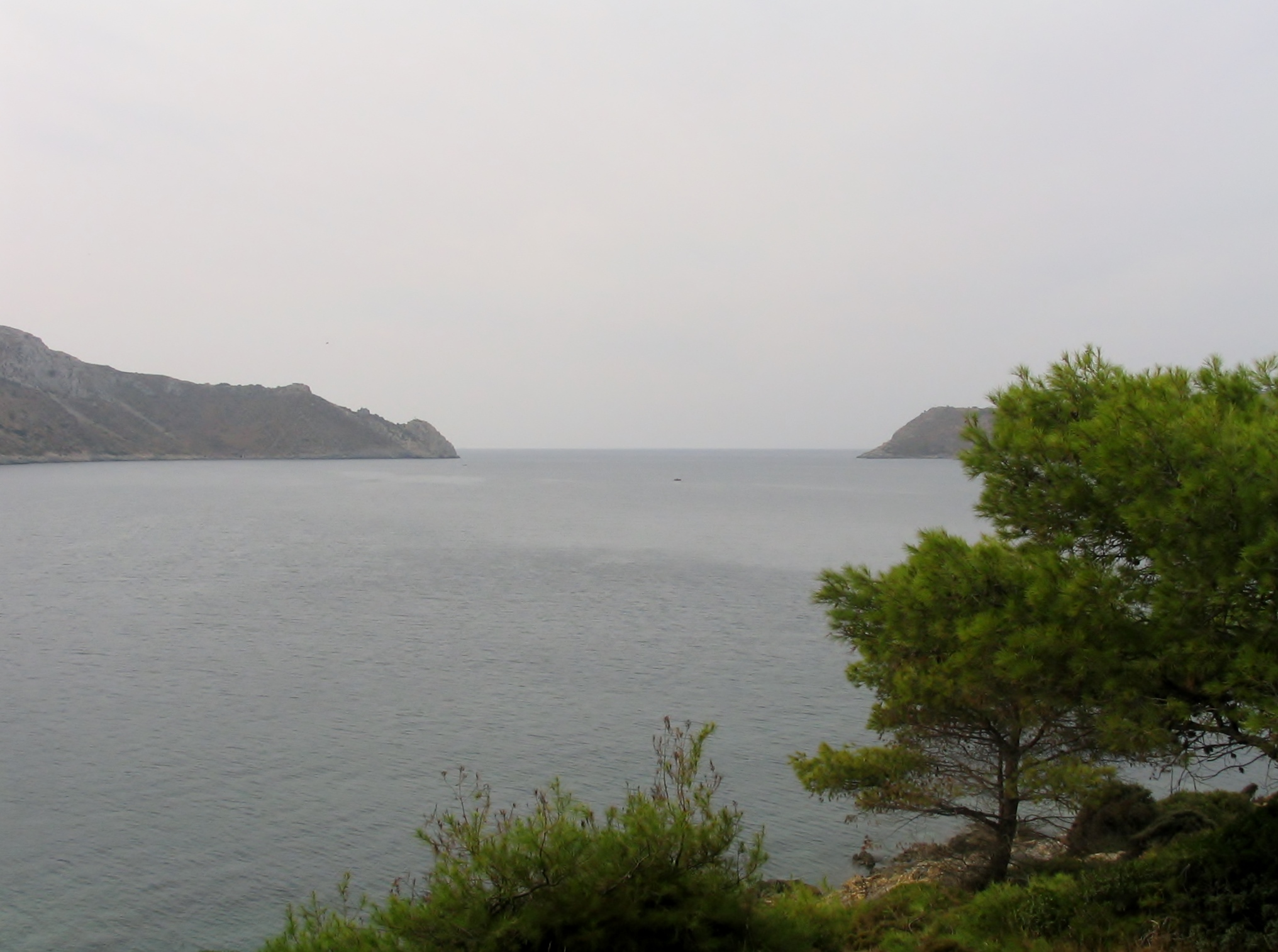
Hinten die Einfahrt in die Bucht von Lakki

Lakki (griechisch Λακκί), auch Porto Lakki (Πόρτο Λακκί), bis 1947 Portolago (Πόρτο Λάγο oder Πορτολάγκο) genannt, ist eine Gemeinde auf der griechischen Insel Leros im Dodekanes am Ende der Bucht von Lakki. Bei der Volkszählung 2021 hatte sie 2093 Einwohner.
Dieser Teil von Leros wurde ab 1923 als Hauptstützpunkt der italienischen Marine auf den Dodekanes ausgebaut. Die Stadt Portolago wurde in den 1930er Jahren unter italienischer Herrschaft als neue Modellstadt gegründet, deren Einwohner größtenteils italienisches Militär waren. Nachdem Leros 1947 an Griechenland übergeben wurde, wurde Portolago in Lakki umbenannt.

## Geschichte
Während der osmanischen Zeit war dieser Teil von Leros als Lakki bekannt und hatte nur ein paar Fischerhütten. Nach dem Italienisch-Türkischen Krieg 1912 wurden die Dodekanes Teil Italiens. Da die Bucht von Lakki eine der größten in der Ägäis ist, erkannten die Italiener ihr Potenzial als Marinestützpunkt zur Ausweitung ihrer militärischen Präsenz im östlichen Mittelmeer. In den 1920er und 30er Jahren wurde von den Architekten Armando Bernabiti und Rodolfo Petracco aus dem Nichts eine ganze Stadt errichtet, mit Alleen und breiten Straßen, geplant für 30.000 Einwohner. Es wurden Anlagen für Schiffsreparaturen, Tanks, Lager und Telegrafenstationen mit hoher Leistung eingerichtet.
Die so entstandene Stadt erhielt den Namen Portolago, angeblich nach Mario Lago, dem Gouverneur der italienischen Kolonie von 1922 bis 1936. Einige Quellen behaupten jedoch, die Italiener hätten die Bucht bereits aufgrund ihrer Ähnlichkeit mit einem See (lago) Portolago genannt, wobei porto das italienische Wort für Hafen ist, und die Ankunft eines Gouverneurs namens Lago sei reiner Zufall gewesen.

## Architektur
Portolago wurde nach dem Architekturstil, in dem sie erbaut ist, als „die einzige wirklich rationalistische Stadt außerhalb Italiens“ beschrieben.
Zu den Gebäuden gehören:
- Casa del Balilla (Haus der faschistischen Jugend) (1933), Bernabiti
- Überdachter Markt (1934–1936), Petracco
- Grundschule und Kinderkrippe (1934–1936), Petracco
- Rathaus und Casa del Fascio (Hauptquartier der Faschistischen Partei) (1935–1938), Bernabiti
- Kino/Theater (1936–1938), Bernabiti
- Kirche des Heiligen Franziskus (heute des Heiligen Nikolaus) (1935–1939), Bernabiti

Da Lakki nach Aufgabe des Flottenstützpunktes bei weitem nicht die Einwohnerzahl hat, für die es geplant wurde, stehen die Gebäude teilweise seit langem leer.

Architektur in Lakki (2005)
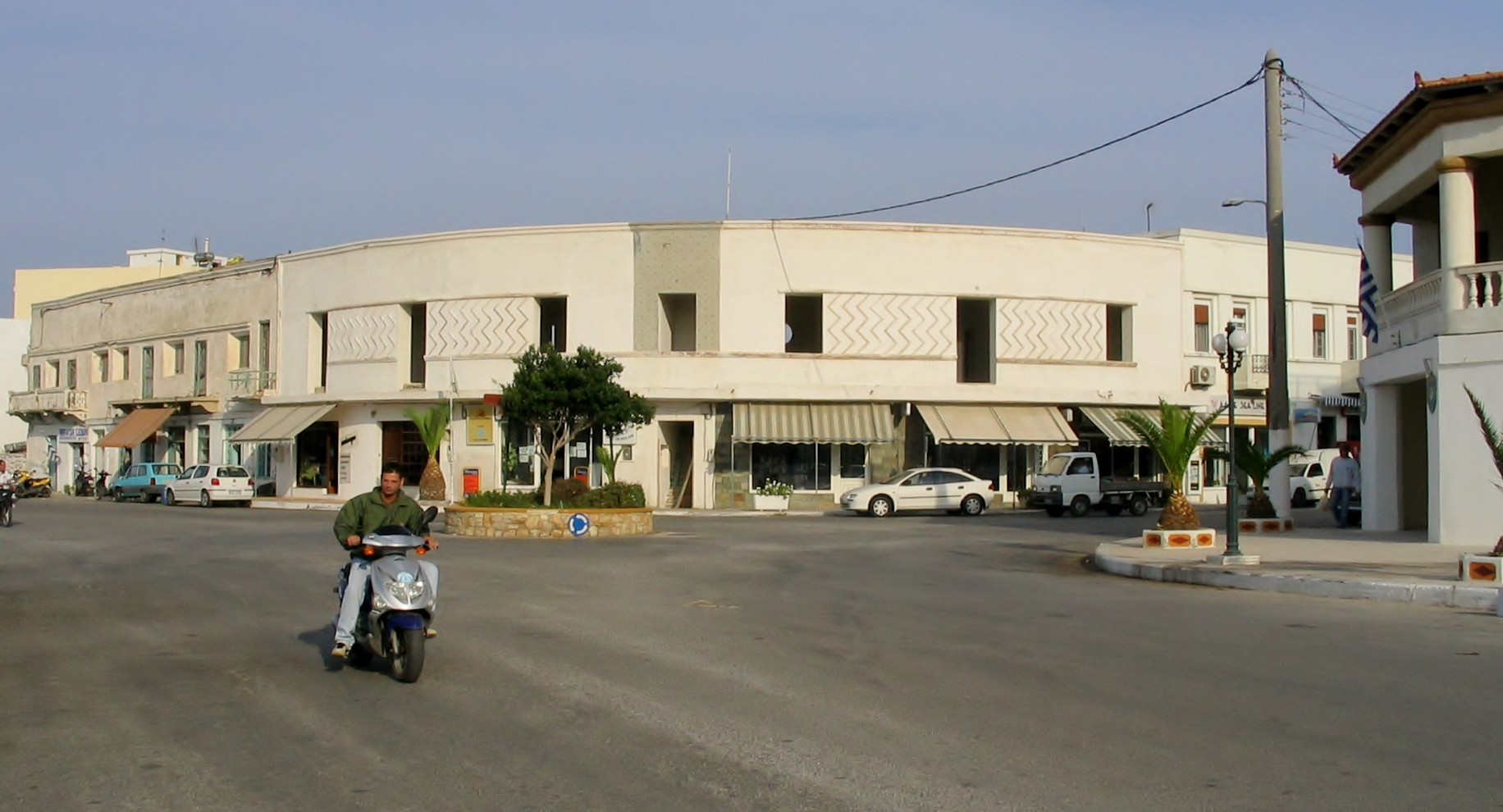
An der Uferstraße
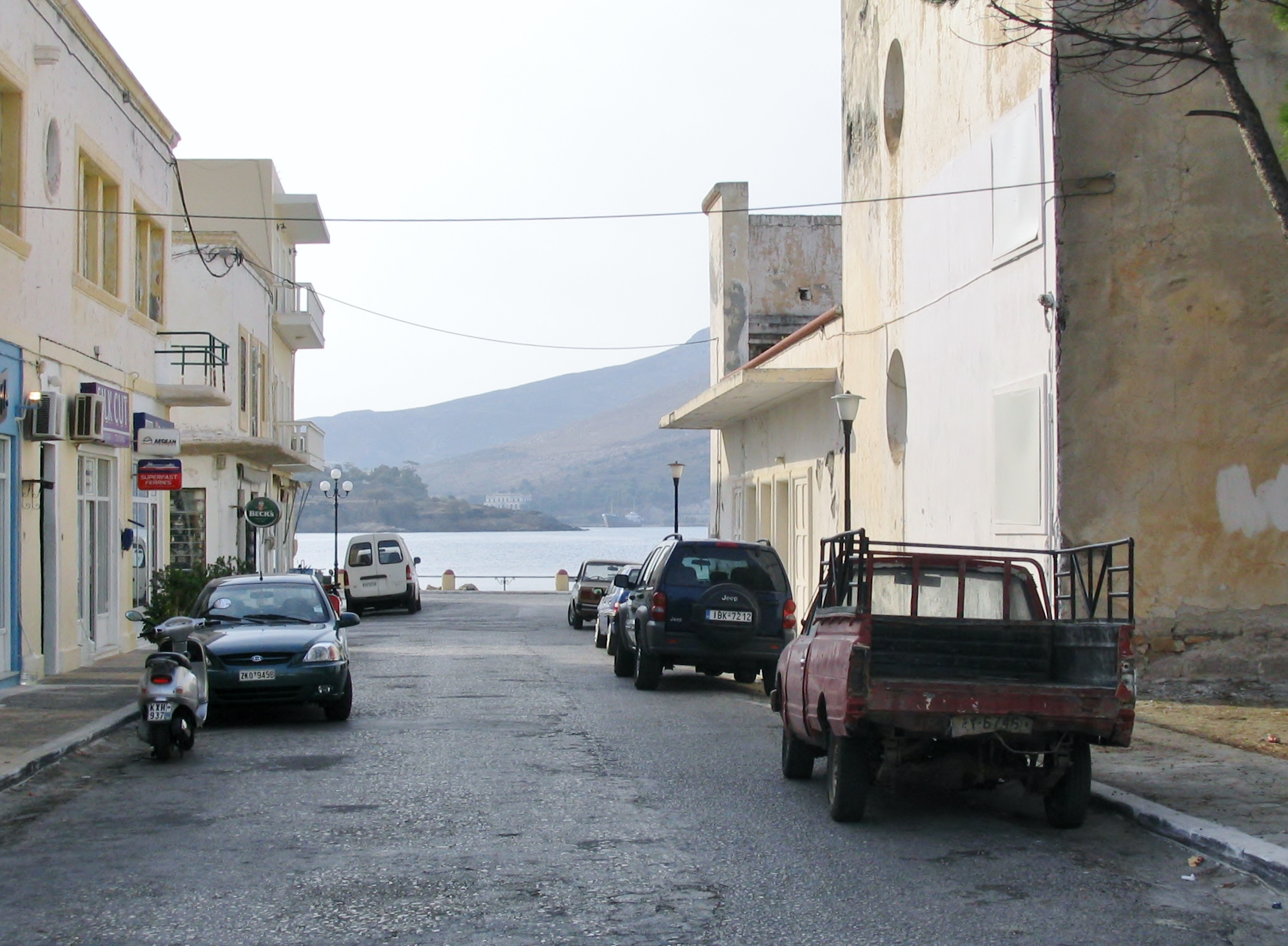
Blick aus einer Seitenstraße
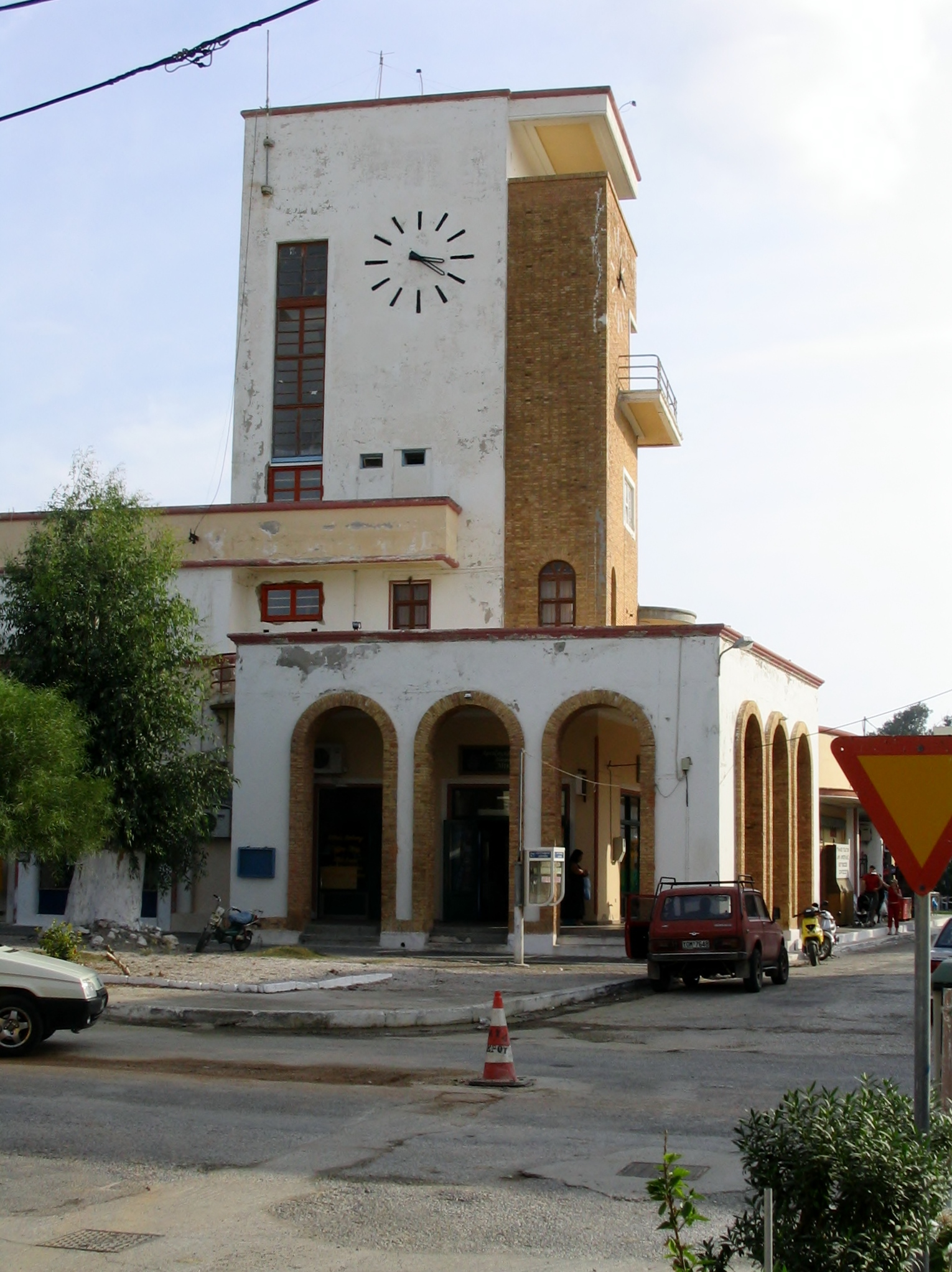
Überdachter Markt
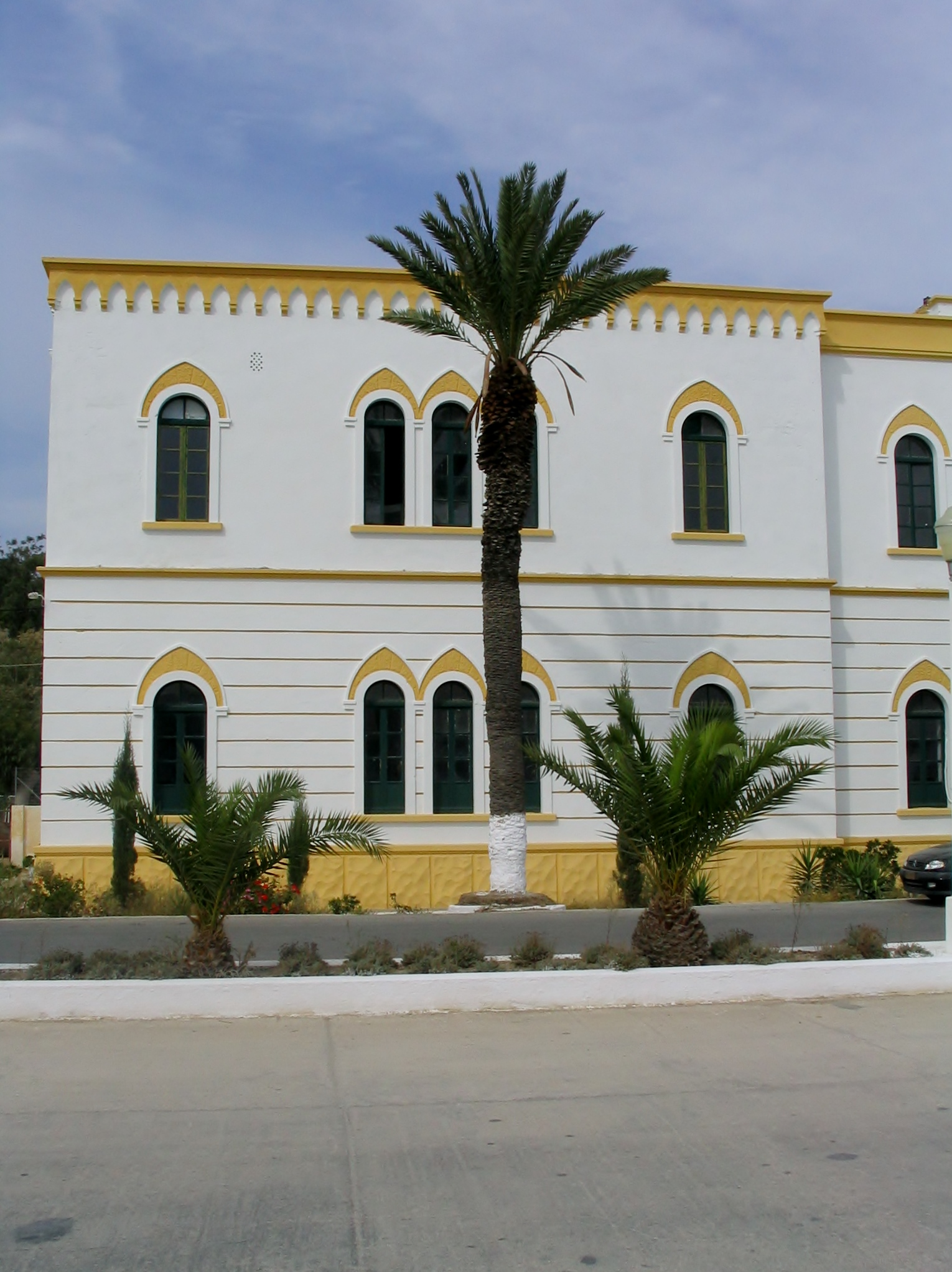
Ehemals Marinekaserne
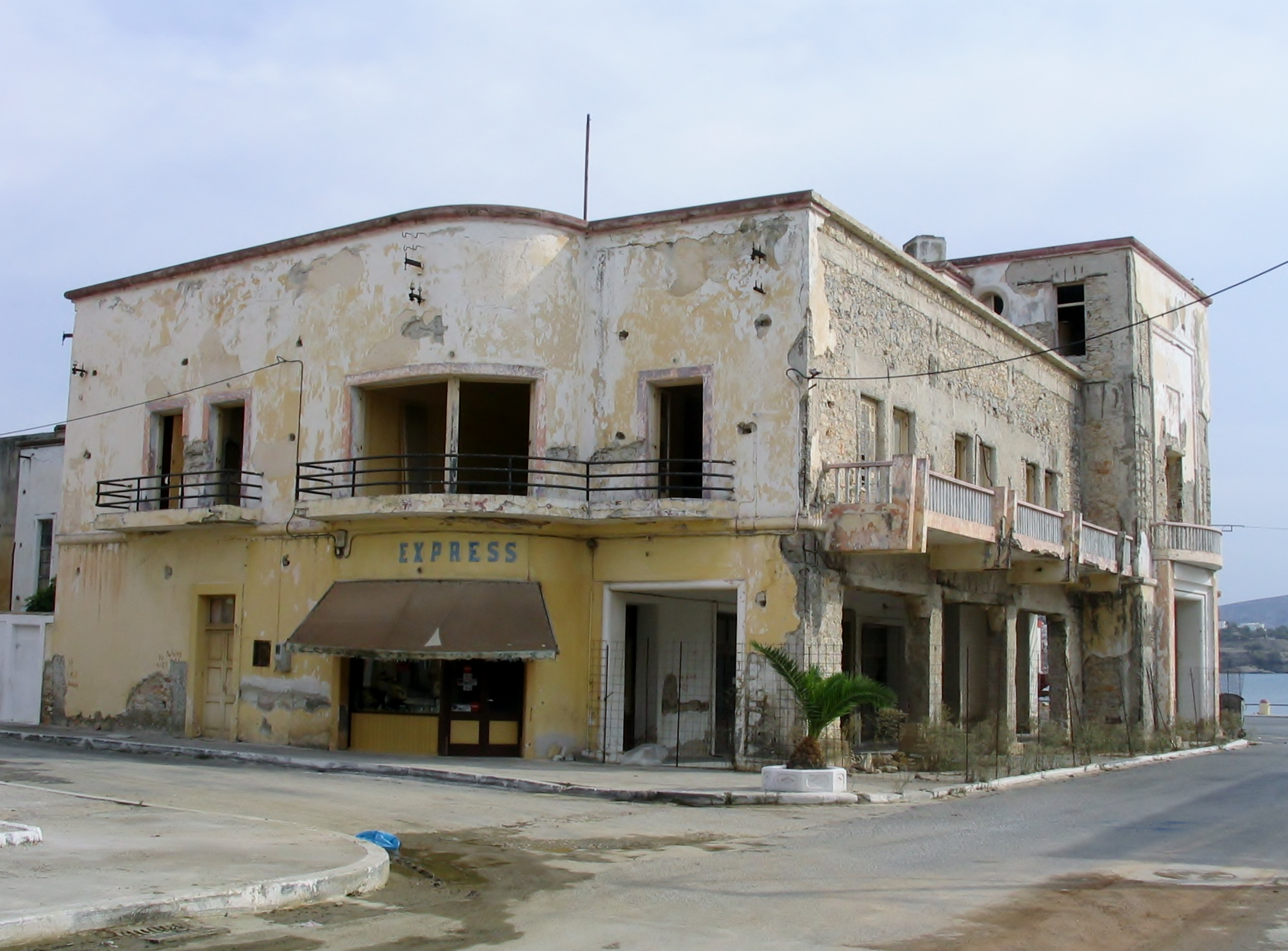
Ex-Albergo Roma

## Marinestützpunkt
Portolago wurde ab 1923 als Hauptstützpunkt der italienischen Marine im Dodekanes errichtet, da der Hafen von Rhodos zu klein war. Die Bucht ist tief, etwa 3,5 km lang und über 1 km breit, was sie zu einem geeigneten Standort für einen Marinestützpunkt macht, tatsächlich zu einem der besten im östlichen Mittelmeer. Unter italienischer Herrschaft wurde die Bucht von Portolago (wie sie damals hieß) stark befestigt. Über der schmalen Einfahrt befand sich eine Hafenkette, und mehrere Geschützbatterien deckten sie ab.
Der Marinestützpunkt umfasste mehrere Gebäude und Marineeinrichtungen. Es gab keine Start- und Landebahn, aber eine Rampe für Wasserflugzeuge. Die Garnison der Insel bestand aus etwa 6500 Mann. Es war der Heimathafen für zwei Zerstörer, zwei kleine Torpedoboote und vier U-Boote, an deren ständiges Kommen und Gehen sich laut Gikas ältere Einwohner in den 1980er Jahren noch erinnern konnten.

## Denkmale in Lakki
Im September 1943 wurden das britische Kriegsschiff Intrepid und das griechische Kriegsschiff Vasilissa Olga bei einem deutschen Luftangriff so schwer getroffen, dass sie sanken. Daran erinnern zwei Denkmale in Lakki.

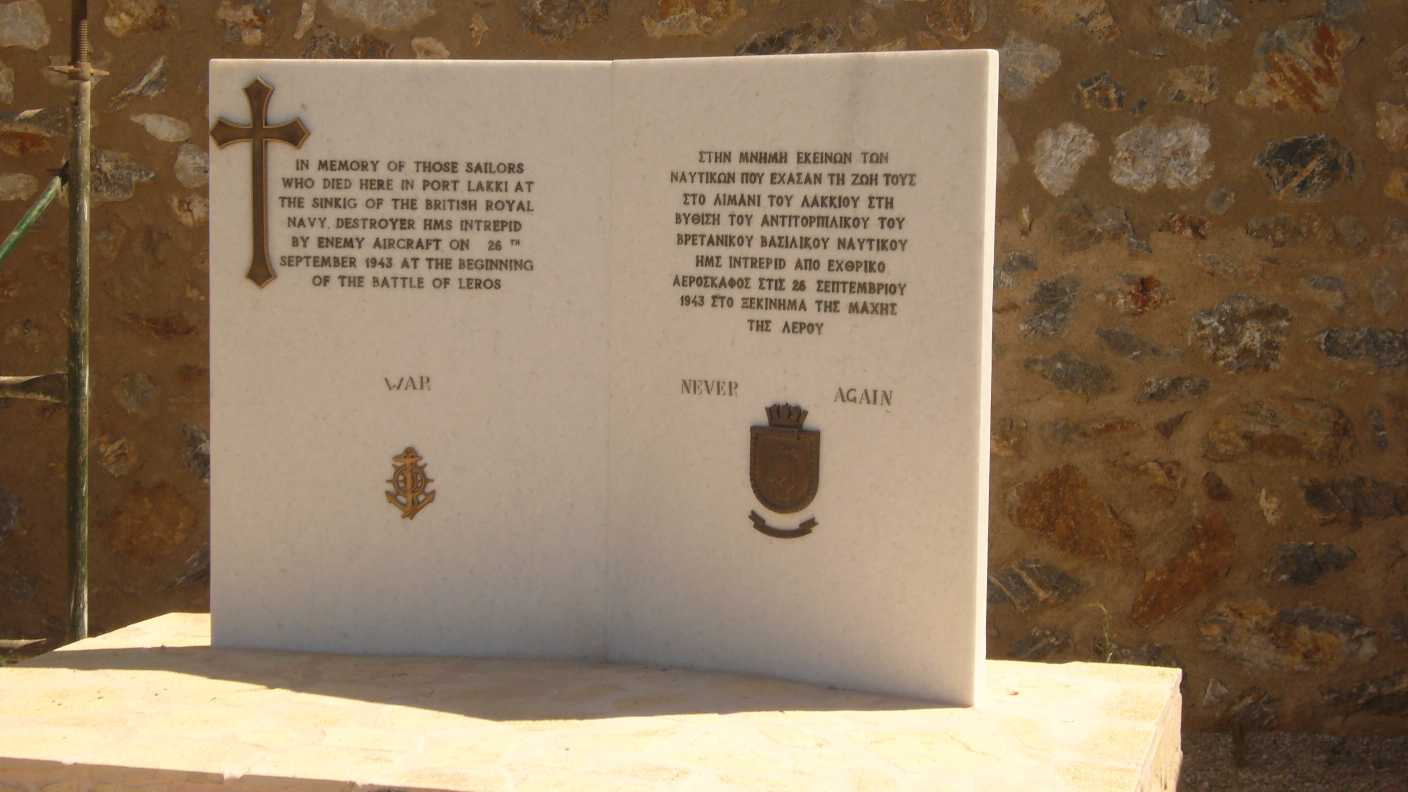
Erinnerung an den Untergang der Intrepid
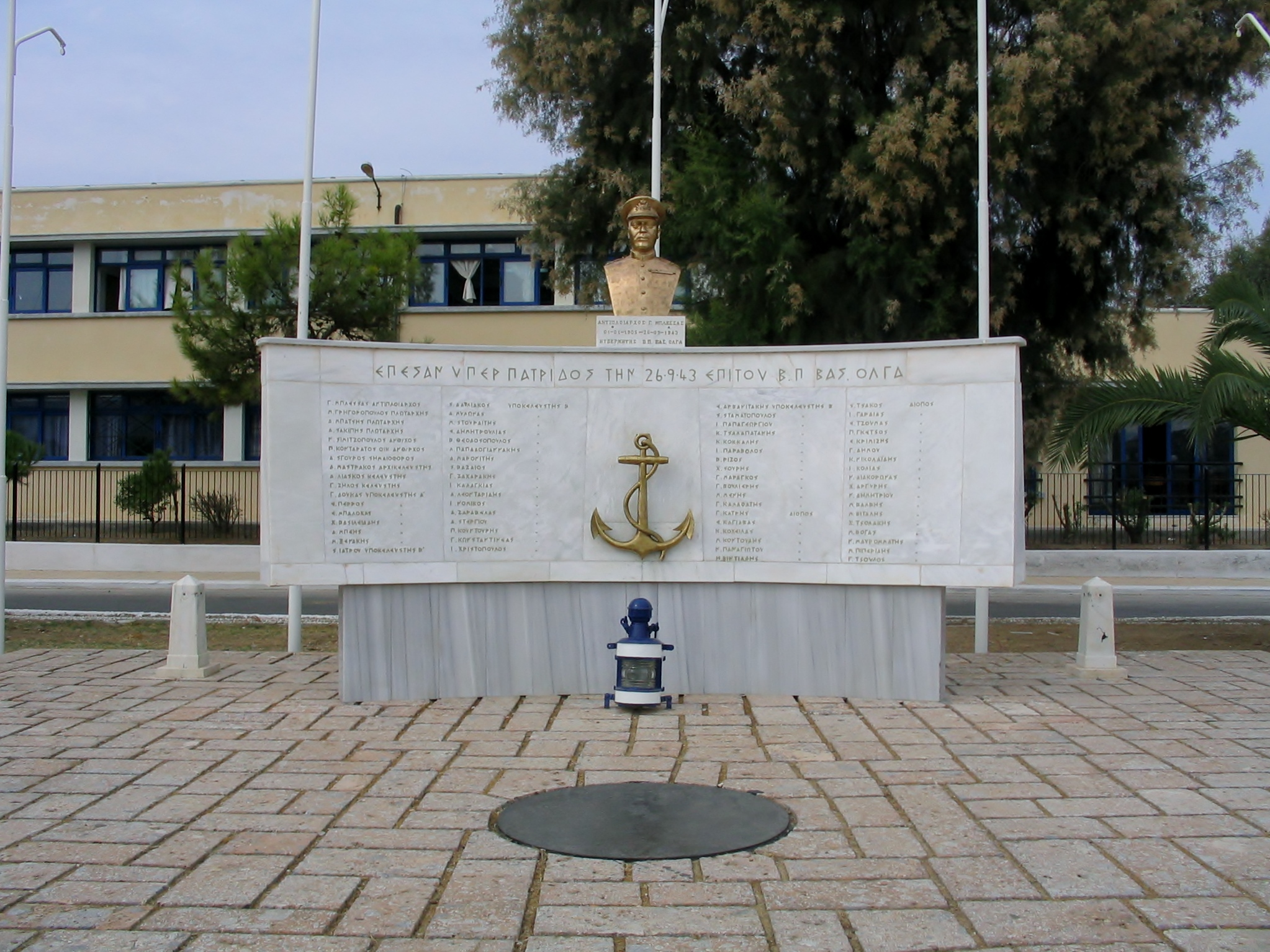
Erinnerung an den Untergang der Vassilissa Olga